# Мазуркевич, Ян
Ян Мазуркевич (пол. Jan Mazurkiewicz; 27 августа 1896, Львов — 4 мая 1988, Варшава) — бригадный генерал Народного Войска Польского (1980), полковник Войска Польского (1944).

## Семья и молодость
Родился в семье ремесленника, его отец погиб в 1905, пытаясь помочь людям во время пожара. С юношеских лет участвовал в польском национальном движении, в возрасте 13 лет вступил в нелегальную молодёжную организацию «Сокол». Окончил гимназию во Львове, был членом Стрелкового Союза.

## Участие в Первой мировой войне
В начале Первой мировой войны служил в 1-м батальоне 1-й бригады Польских легионов, во время боевых действий был ранен, попал в плен к русским, в 1915 смог бежать, после чего продолжил службу в легионах. Был вновь ранен. В 1916 окончил с отличием унтер-офицерские курсы, служил в чине сержанта в 3-й бригаде. В 1917 окончил офицерские курсы, произведён в прапорщики. После «присяжного кризиса» (отказа польских легионеров принести присягу на верность императорам Германии и Австро-Венгрии) был интернирован. В ноябре 1917 освобождён, отправлен в австрийскую армию, но вскоре вместе с сослуживцами покинул службу и уехал на Украину для того, чтобы вступить в польские войска.
В 1918 служил во 2-м корпусе генерала Юзефа Халлера, затем работал в тайной Польской военной организации в Киеве, был курьером, ездил с поручениями в Краков и Одессу.

## Офицер Войска Польского
С 1918 — подпоручик в Войске Польском, работал во II отделе (разведка и контрразведка) командования Волынского фронта, неоднократно тайно переходил линии фронтов с красными и белыми войсками. В 1919 был направлен с тайной миссией к украинскому атаману Симону Петлюре. С 1920 — офицер по вопросам информации в 13-й пехотной дивизии, занимался обеспечением безопасности. С мая 1921 служил офицером II отдела Генерального штаба в Торуне. В 1922 ушёл в отставку в чине капитана, в 1927 вернулся на военную службу. Проходил службу в Ровно, Гродно, Бресте и Седльцах. В 1934 окончил курс командиров батальонов в пехотном учебном центре в Рембертове. Был произведён в майоры. В 1938—1939 — преподаватель тактики на курсах командиров рот в пехотном учебном центре в Рембертове. Перед началом Второй мировой войны, в августе 1939, стал сотрудником диверсионной оперативной группы II отдела Генерального штаба Войска Польского.
Участник сентябрьской кампании 1939. Вместе с 10-й кавалерийской бригадой полковника Станислава Мачека во главе группы из 12 подчинённых перешёл венгерскую границу.

## Офицер АК
Затем добрался до Парижа, где установил контакты с окружением генерала Казимира Соснковского, который поручил ему организацию нелегальных курьерских маршрутов в Варшаву и Будапешт. До июня 1940 находился на базе Союза вооруженной борьбы № 2 в Будапеште, был заместителем коменданта по вопросам связи со страной. Затем вернулся в Польшу, до 1943 — комендант Тайной военной организации (ТВО). В 1943 ТВО вошла в состав Армии Крайовой, а Мазуркевич стал заместителем коменданта (Августа Эмиля Фильдорфа), а с 1944 — комендантом «Кедива» (управления диверсионной службы). Псевдонимы — «Радослав», «Ян», «Сеп», «Соха», «Заглоба»). С апреля 1943 — подполковник.
Во время Варшавского восстания — командир группировки АК, названной по его псевдониму «Радослав», в состав которой входили несколько батальонов. Во главе этой группировки участвовал в боях на Воле, затем в Старом городе, прикрывал расположение главного штаба АК. 11 августа 1944 был тяжело ранен, но 27 августа вернулся к командованию своей группировкой, руководил ею, лёжа на носилках, так как не оправился от раны. Во время восстания погиб его брат, капитан Францишек Мазуркевич, командовавший батальоном АК. 5 сентября повстанцы эвакуировались по каналам до Чернякова, где продолжили борьбу. Заместителем Мазуркевича был капитан Зыгмунт Нетзер.
20 сентября Мазуркевич отдал приказ об эвакуации Черняковского Повисле и переходе по каналам в район Мокотув, обороной которого руководил вплоть до капитуляции. 1 октября 1944 произведён в полковники. Выбрался из города вместе с гражданским населением, продолжил подпольную деятельность в представительстве (делегатуре) вооружённых сил, в котором с 1 марта 1945 командовал Центральным округом.

## В «народной» Польше
1 августа 1945 арестован управлением безопасности, в сентябре обратился к военнослужащим АК с призывом выйти из подполья, после чего был освобождён. Его призыв был расценен некоторыми сослуживцами как измена. Заявление Мазуркевича осудил, в частности, руководитель представительства вооружённых сил Ян Жепецкий, который, однако, вскоре после своего ареста в ноябре 1945 выступил с аналогичным призывом.
После освобождения Мазуркевич руководил Центральной ликвидационной комиссией АК, организовал Комитет по надзору за могилами солдат группировки «Радослав». По мере возможности, помогал бывшим военнослужащим АК получить медицинскую помощь, устроиться на работу. 4 февраля 1949 вновь арестован, от него, в частности, безуспешно добивались показаний против генерала Фильдорфа. 16 ноября 1953 приговорён военным судом Варшавы под председательством Мечислава Видая к пожизненному заключению. На суде заявил:

Высокий суд! Я принял к сведению предъявленное мне обвинение и виновным себя не признаю. Но я счастлив, что закончилось моё пятилетнее тюремное заключение и я, наконец, предстал перед справедливым Судом Народной Польши. 4 февраля во время моего ареста я заявил, что с момента своего разоблачения я не принимал участия ни в одной нелегальной организации. Признания же мои в первые два года были сделаны под нажимом следственных органов либо сфальсифицированы. Меня били, у меня вырывали волосы. Лучше всего о методах расследования в те годы свидетельствуют три моих голодовки и выбитые зубы.

В 1956 был освобождён по амнистии, в 1957 реабилитирован. Долгие годы был заместителем председателя главного правления Союза борцов за свободу и демократию — официальной ветеранской организации Польской Народной Республики. Продолжал заниматься оказанием социальной помощи ветеранам АК. В 1980 произведён в генералы бригады. В 1981 был одним из первых награждённых Крестом Варшавского восстания. В 1981-1983 — член президиума всепольского комитета Фронта единства народа. В 1980-е годы был одним из инициаторов создания в Варшаве памятника участникам восстания, открытого в 1989, после его смерти. В 1981 участвовал в съемках документального фильма, где рассказал о взаимоотношениях Советской Армии и Армии Крайовой в 1944.
Похоронен на Военном кладбище Повонзки в Варшаве, в похоронах участвовали председатель Государственного совета, 1-й секретарь ЦК Польской объединённой рабочей партии генерал Войцех Ярузельский, министр обороны генерал Флориан Сивицкий и др.

## Награды
Награждён Серебряным и Золотым крестами Военного ордена «Виртути Милитари», Крестом Храбрых (11 раз), Крестом Независимости с мечами.